# Giacomo Lauri-Volpi
Giacomo Lauri-Volpi (Lanuvio, 11 de diciembre de 1892-Burjasot, 17 de marzo de 1979) fue un tenor lírico italiano que desarrolló su carrera por toda Europa y América durante más de cuarenta años.

## Biografía

### Primeros años

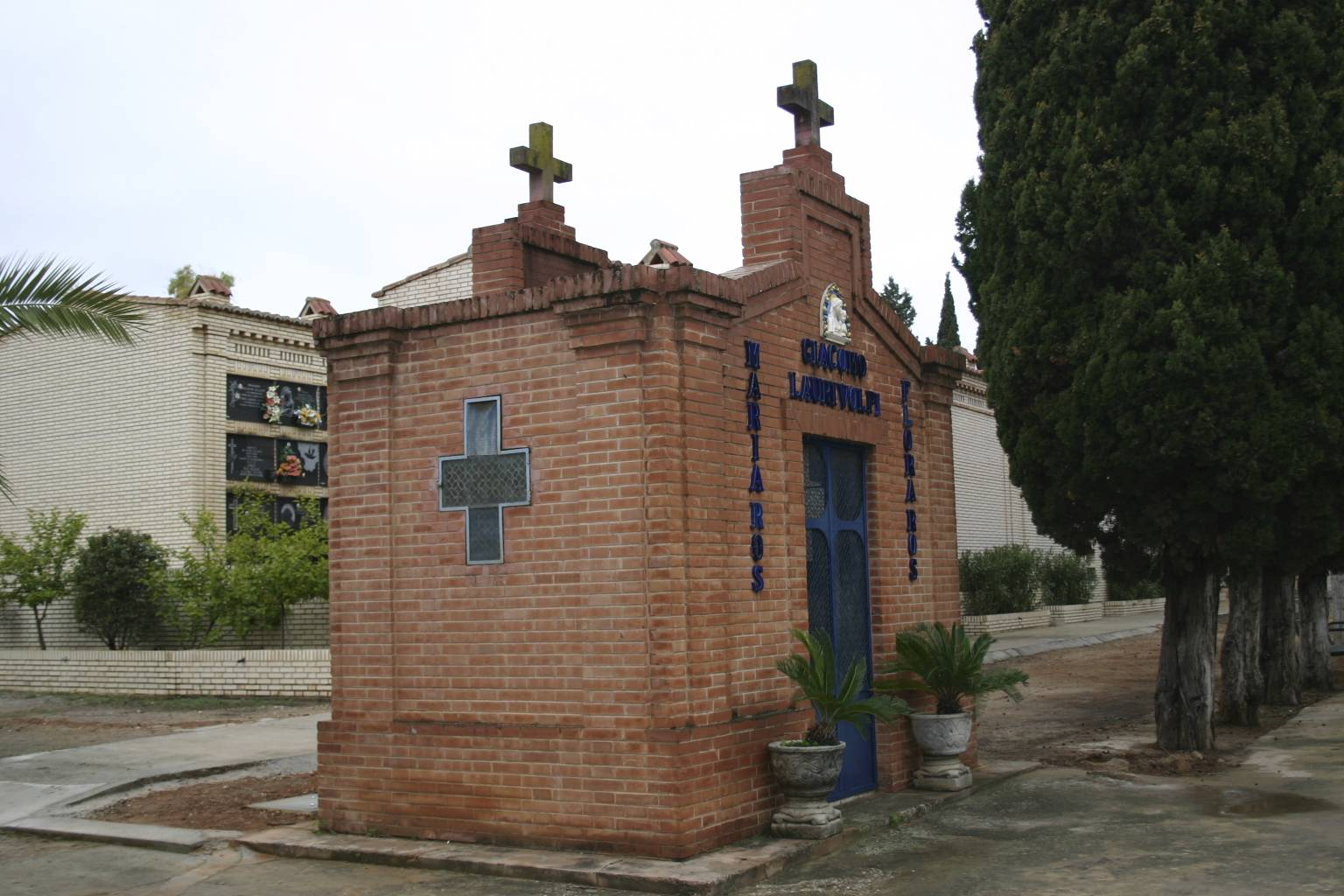
Mausoleo donde se encuentra enterrado Lauri-Volpi.

Nació el 11 de diciembre de 1892 en Lanuvio, Italia y se quedó huérfano a los once años. Tras terminar la educación secundaria, realizó estudios medios en Ariccia, Alatri y Albano, así como los superiores en Derecho en la universidad de Roma. Estudió después canto en la Accademia di Santa Cecilia de Roma, con Enrico Rosati y Antonio Cotogni.

### Debut artístico
Debutó en Viterbo el 2 de septiembre de 1919 con el papel de Arturo en la ópera I Puritani, de Vincenzo Bellini.
El 3 de enero de 1920 cantó por primera vez en el Teatro Costanzi de Roma, junto a Rosina Storchio, la Manon de Massenet. Aquel año grabó su primer disco,Mattinata de Leoncavallo, En 1921 cantó en el Teatro Real de Madrid (La Bohème y Tosca) y en el Gran Teatro del Liceo de Barcelona (Rigoletto, Manon y La Favorita).
En 1922 debutó en el Teatro Alla Scala de Milán bajo la dirección de Arturo Toscanini. Cantó después Cavalleria de Mascagni, dirigido por el autor, en Río de Janeiro. Su presentación en el Metropolitan Opera House de Nueva York tuvo lugar en 1923, con Rigoletto.

### Matrimonio y carrera literaria
En 1924 Lauri-Volpi contrajo matrimonio con la cantante alicantina María Ros. Lauri-Volpi, aclamado por el público y crítica, recibió la Orden de la Corona de Italia y el grado de oficial de la Legión de Honor en Francia. En 1933 cantó en la Arena de Verona Los hugonotes de Giacomo Meyerbeer, que destaca por su tremenda dificultad vocal.
Rodó con Vittorio de Sica en Berlín la película La canción del sol. no obstante, la literatura, la otra gran vocación del tenor, empezó a imponerse a mediados de los años treinta. De 1937 es su libro autobiográfico El equívoco. Dos años más tarde dio a la imprenta La pobre tierra, inspirada en la Guerra civil española.
En 1947 escribió Cristalli viventi, en 1953 A viso apert, en 1955 Voci parallele, en 1957 Misteri Della voce umana y en 1960 La voz de Cristo. En los últimos años de su vida, todavía escribió Incontri scontri y Parlando a María.
La carrera escénica del tenor se prolongó hasta 1959. El 11 de febrero de aquel año se despidió en la Ópera de Roma cantando Il trovatore. No obstante, en 1965 ofreció un concierto histórico en la Plaza Chigh de Ariccia y en 1972 participó en la gala conmemorativa del 125 aniversario del Gran Teatro del Liceo de Barcelona, interpretando de forma triunfal el aria ‘Nessun dorma’ de ‘Turandot’, de Puccini.

### Últimos años
En 1973 grabó el disco El milagro de una voz con fragmentos de ópera y canciones sacras. El matrimonio María Ros-Lauri Volpi fijó su residencia definitiva en Burjassot en 1964. En 1975 fundó el Premio Internacional de Canto María Ros y durante el festival de ópera de aquel año cantó en el Teatro Principal de Valencia, junto a Montserrat Caballé.
Falleció el 17 de marzo de 1979 a los 86 años en Burjasot, cerca de Valencia. Sus restos descansan junto a los de su mujer, María Ros, en el cementerio municipal de Godella, municipio colindante a Burjasot, en un mausoleo familiar.
En 1988 se fundó la Asociación Internacional Lauri-Volpi, cuya presidencia de honor ocupa Sofía de Grecia, a su vez patrocinadora de los actos conmemorativos del centenario.